# 中国广播艺术团
中国广播艺术团是中华人民共和国国家级大型综合文艺表演团体，为国家广播电视总局直属正局级事业单位。其前身为1953年创立的中国广播艺术团和1949年创立的中国电影乐团，2003年11月26日合并重组为中国广播艺术团。全团现有演职人员800余人，总部位于北京市西城区复兴门外大街2号。

中国广播艺术团标志

## 组成
行政管理部门
- 团长办公室
- 党委办公室
- 人事保卫部
- 规划财务部
- 行政后勤部
- 离退休人员管理部
- 工会

乐团
- 中国广播民族乐团
- 中国广播说唱团
- 中国广播电影交响乐团
- 中国广播电声乐团
- 中国广播合唱团

业务部门
- 综艺演出开发部
- 音乐演出开发部
- 创作研究室
- 对外业务部
- 制作部
- 舞美工程部

## 人物
马季、唐杰忠、郝爱民、李文华、赵连甲、孙书筠、马增蕙、马增芬、赵玉明、龙洁萍、刘惠琴、姜昆、冯巩、陈佩斯、朱时茂、赵炎、李金斗、巩汉林、金珠、刘伟、杨蕾、刘惠、刘全刚、李建华、刘全利、刘全和、秋林、白桦、邓小林、马政、孙伟、温淑萍、李金祥、郑键、郭月